# Tratado de Lisboa (1835)
O Tratado de Lisboa foi um acordo assinado entre Espanha e Portugal no ano de 1835, que regulava a navegação no rio Douro.
Evaristo Pérez de Castro, enviado por Maria Cristina de Bourbon, regente de Espanha durante a menoridade de Isabel II, e Pedro de Sousa Holstein, enviado em nome da rainha Maria II, assinaram o tratado em Lisboa, a 31 de agosto de 1835.
Os pontos principais do acordo eram a navegação livre dos súbditos de ambos os países, que se comprometeram a tornar mais célere a passagem do rio em seus respectivos territórios. Habilitar-se-iam aos depósitos do Porto e da Fregeneda que serviram como portos aduaneiros.
O acordo entrou em vigor a 23 de maio de 1840, após uma elaboração feita por uma comissão mista luso-espanhola do regulamento, pelo que deveria reger a navegação no rio, onde estavam incluídas as tarifas que deveriam pagar as mercadorias transportadas.